# Lysilla pambanensis
Lysilla pambanensis är en ringmaskart som beskrevs av Fauvel 1928. Lysilla pambanensis ingår i släktet Lysilla och familjen Terebellidae. Inga underarter finns listade i Catalogue of Life.